# هاري إتش فوغن
هاري إتش فوغن (بالإنجليزية: Harry H. Vaughan) هو ضابط وشخصية أعمال أمريكي، ولد في 26 نوفمبر 1893 في غلاسغو في الولايات المتحدة، وتوفي في 20 مايو 1981 في Alexander T. Augusta Military Medical Center ‏ في الولايات المتحدة.